# 대미초등학교
대미초등학교는 충청북도 충주시에 있는 공립 초등학교이다.

## 학교 연혁
- 1959년 4월 4일: 개교

## 참고 자료
- 대미초등학교 - 한국교육학술정보원 학교알리미